# Політичний компас

Діаграма, запропонована Організацією «Політичний компас»

Політичний компас є багато-осьовою політичною моделлю, що використовується однойменним вебсайтом, щоб позначити політичну орієнтацію людини в рамках політичного спектру за двома вимірами: економічним та соціальним. При виборі та поданні цих двох вимірів він подібний до діаграми Нолана і діаграми Пурнелла. Термін «політичний компас» є торговою маркою британського сайту Pace News Limited, який пропонує тест з 62 питань, для того, щоб оцінити та розташувати політичні погляди людини за двома осями: економічна (ліві-праві) і соціальна (авторитаризм–лібертаріанство). На сайті також міститься пояснення системи двох осей, яку вони використовують, декілька графіків, на яких розміщені різні минулі та нинішні політичні діячі відповідно до їхньої оцінки за методологією тесту та списки літератури для кожної з основних політичних орієнтацій.

## Політична модель
Основна теорія політичного компаса полягає в тому, що політична ідеологія може бути краще виміряна вздовж двох окремих і незалежних осей. Економічна вісь (ліві-праві) вимірює думку про те, як слід керувати економікою: «лівий» визначається як прагнення до управління економікою кооперативною колективною владою (що може означати держава, але може також означати мережу комун), тоді як «правий» визначається як прагнення економіки залишатися на основі вільної конкуренції індивідів і організацій. Друга вісь (авторитаризм–лібертаріанство) вимірює свої політичні погляди в соціальному вимірі щодо кількості особистої свободи, яку можна дозволити: «лібертаріанство» визначається як віра в те, що особисті свободи слід максимально збільшувати, а «авторитаризм» визначається як переконання, що влада повинна бути абсолютною.